# Chato (Tanzania)
Chato è una circoscrizione mista (mixed ward) della Tanzania situata nel distretto di Chato, regione di Geita. Conta una popolazione di 17 508 abitanti (censimento 2012).